# Noussair El Mimouni
Noussair El Mimouni (arab. نصير الميموني, ur. 20 lutego 1991) – marokański piłkarz, grający jako defensywny pomocnik w Moghrebie Tétouan.

## Klub

### Moghreb Tétouan
Zaczynał karierę w Moghrebie Tétouan.
W sezonie 2011/2012 (pierwszym w bazie Transfermarkt) zagrał 17 meczów i miał asystę. Cieszył się z tytułu mistrza kraju.
W sezonie 2012/2013 zagrał 23 mecze, strzelił 2 gole i miał 3 asysty.
W sezonie 2013/2014 zagrał 23 mecze i znowu został mistrzem Maroka.
W sezonie 2014/2015 rozegrał 16 spotkań i strzelił jedną bramkę.
Sezon 2015/2016 zakończył z 18 meczami, golem i asystą.
W sezonie 2016/2017 zagrał 17 meczów.

### Ittihad Tanger
26 lipca 2017 roku został zawodnikiem Ittihadu Tanger. W tym zespole zadebiutował 9 września 2017 roku w meczu przeciwko Renaissance Berkane (wygrana 0:3). Zagrał cały mecz. Łącznie zagrał 8 meczów i został mistrzem kraju.

#### Wypożyczenie do Moghrebu
17 stycznia 2018 roku został wypożyczony do Moghrebu Tétouan. W sezonie 2017/2018 zagrał 12 meczów, strzelił gola i miał 3 asysty.

### ATK
14 lipca 2018 roku został zawodnikiem indyjskiego ATK. Zadebiutował 29 września 2018 roku w meczu przeciwko Kerala Blasters FC (porażka 0:2). Na boisku spędził 74 minuty. Pierwszego gola strzelił 17 października 2018 roku w meczu przeciwko Odisha FC (wygrana 1:2). Do siatki trafił w 84. minucie. Łącznie zagrał 10 meczów i strzelił jedną bramkę.

### Trzeci powrót
1 stycznia 2019 roku wrócił do Tetuanu. W sezonie 2018/2019 zagrał 14 meczów i strzelił jedną bramkę.

### Mouloudia Wadżda
12 stycznia 2020 roku został zawodnikiem Mouloudia Wadżda. W tym klubie zadebiutował 27 stycznia 2020 roku w meczu przeciwko Olympic Safi (2:2). Na boisku pojawił się w 61. minucie, zastąpił kontuzjowanego Karima El Hanego. To był jego jedyny mecz.

### Czwarty powrót
30 listopada 2020 roku wrócił po raz czwarty do zespołu z Tetuanu.

## Reprezentacja
Zagrał jeden mecz w reprezentacji U-23. Spotkanie odbyło się 23marca 2013 roku, a rywalem Maroka była Turcja (porażka 1:0). Zagrał 71 minut.